# Władysław Łapiński (lekkoatleta)
Władysław Łapiński (ur. w 1922, zm. ?) – polski lekkoatleta, specjalizujący się w biegach średniodystansowych.

## Osiągnięcia
Był zawodnikiem Skry Warszawa.
- Mistrzostwa Polski seniorów w lekkoatletyce
  - Łódź 1945 – brązowy medal w biegu na 800 m
- Halowe mistrzostwa Polski seniorów w lekkoatletyce
  - Olsztyn 1946 – srebrny medal w biegu na 1000 m